# Die Czardasfürstin (film 1919)
Die Czardasfürstin è un film muto del 1919 diretto da Emil Leyde. Fu la prima versione cinematografica dell'operetta La principessa della Czarda, il cui libretto si deve a Béla Jenbach e Leo Stein e le musiche a Emmerich Kálmán.

## Produzione
Il film fu prodotto per la Leyka-Film GmbH (Wien) da Emil Leyde che ne firmò anche la sceneggiatura e la regia.

## Distribuzione
Il film uscì a Vienna il 3 ottobre 1919.